# Jigen-ryu
Jigen-ryu (示现流, Jigen-ryū) é, um koryu, ou seja, uma modalidade tradicional das artes marciais japonesas, que lida com o manejo de espada longa. Sua história parece começar por volta do fim do século XVI com o mestre Togo Chui, da província de Satsuma[a]. A tradução (livre) do nome da escola busca refletir seu espírito, como «escola que mostra a realidade». Sua característica mais destacada é a ênfase dada ao primeiro ataque, que deve ser peremptório, haja vista que num embate real, um segundo movimento nem será considerado, ou mesmo possível.
Era a modalidade particular da família (clã) de Satsuma, que foi praticada em Oquinaua quando da invasão do arquipélago.